# 14042 Agafonov
14042 Agafonov è un asteroide della fascia principale. Scoperto nel 1995, presenta un'orbita caratterizzata da un semiasse maggiore pari a 2,2108427 UA e da un'eccentricità di 0,1692455, inclinata di 4,19179° rispetto all'eclittica.

## Nome
Chiamato in questo modo in onore del russo Konstantin Vasil'evich Agafonov (1935-1997).